# Джакомо Кантеллі да Віньола

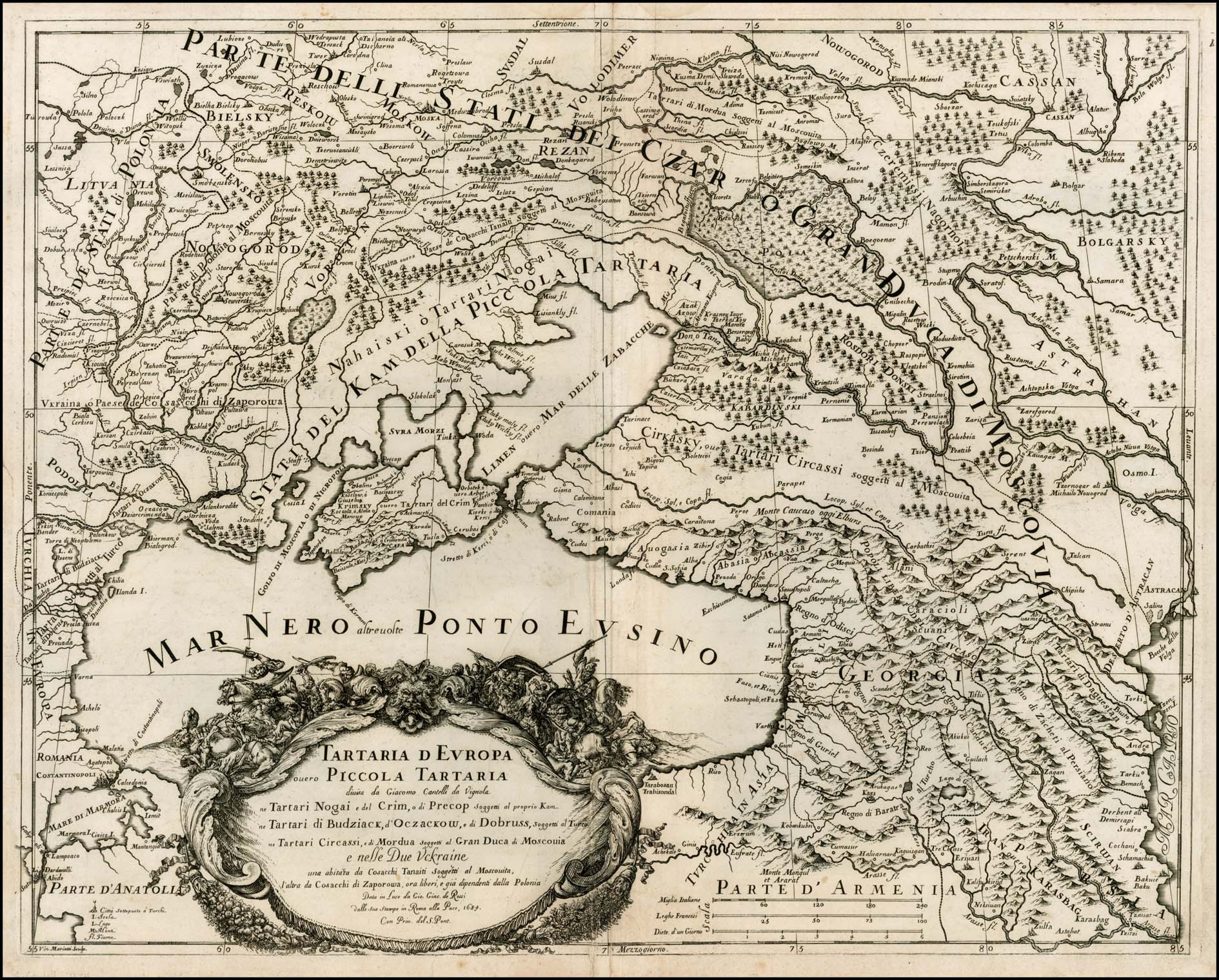
Карта Європейська Тартарія або Мала Тартарія з Чорним морем у виконанні Кантеллі да Віньола

Джакомо Кантеллі да Віньола (італ. Giacomo Cantelli da Vignola) (*1643 — †1695) — італійський географ та картограф.

## Життєпис
Джакомо Кантеллі в 1685 р. отримав посаду придворного географа Франческо II д'Есте, герцога Модени і Реджіо. Д. Кантеллі співпрацював з Джованні Джакомо де Россі (1627—1691 рр.), видатним італійським друкарем і видавцем, який видав атлас в стилі бароко «Меркурій Geografico» з картами Кантеллі (перше видання рік випуску невідомий, друге видання вийшло в 1692 р.).

## Карти України
1678 р. виходить у світ мапа Джакомо Кантеллі да Віньола «Stati Della Corona Di Polonia Divisa nella sue Principali Provincie e Palatinati …» . Видавець карти Джованні Джакомо де Россі (Giovanni Giacomo de Rossi), гравер Вінцензо Маріотті (Vincenzo Mariotti). Мапа видана у Римі. Формат 16.9 x 22.4 дюйма. На карті напис — «Vcraina o Paese de Cosacchj» (Україна, країна козаків) .).
1684 карта — «TARTARIA D EVROPA…» (Європейська Тартарія або Мала Тартарія…). Видавець карти Джованні Джакомо де Россі. Мапа видана у Римі. Формат — 16,5 × 22 дюйма, масштаб — 1:4 500 000. Середня Наддніпрянщина показана як Vkraina o Paese de Cosacchi di Zaporowa (Україна або Земля (Країна) Козаків Запорозьких). На схід від неї вказана «Україна або земля донських козаків, залежних від Московії» (Vkraina ouero Paese de Cosacchi Tanaiti Soggetti al Moscouita). Карта — гравюра на міді, вигравірувана Франциском Доріа, перевидана Джованні Джакомо де Россі 1692 р. (атлас «Mercury Geografico»)..
1688 р. Джакомо Кантеллі да Віньола видав у Римі карту «Russia Bianca o Moscovia …». Формат — 21,5 × 17,5 дюйма. Середня Наддніпрянщина показана як Vcraina o Paese de Cosacchj (Україна або Земля (Країна) Козаків). На схід від України виділено Ocraina (Окраїну). Землі Південної України — Piccola Tartaria (Мала Тартарія). На схід від Каспійського моря — Велика Тартарія (Parte Della Gran Tartaria)..